# Daphnis gloriosa
Daphnis gloriosa är en fjärilsart som beskrevs av Rothschild 1894. Daphnis gloriosa ingår i släktet Daphnis och familjen svärmare. Inga underarter finns listade i Catalogue of Life.